# قضیه اویلر

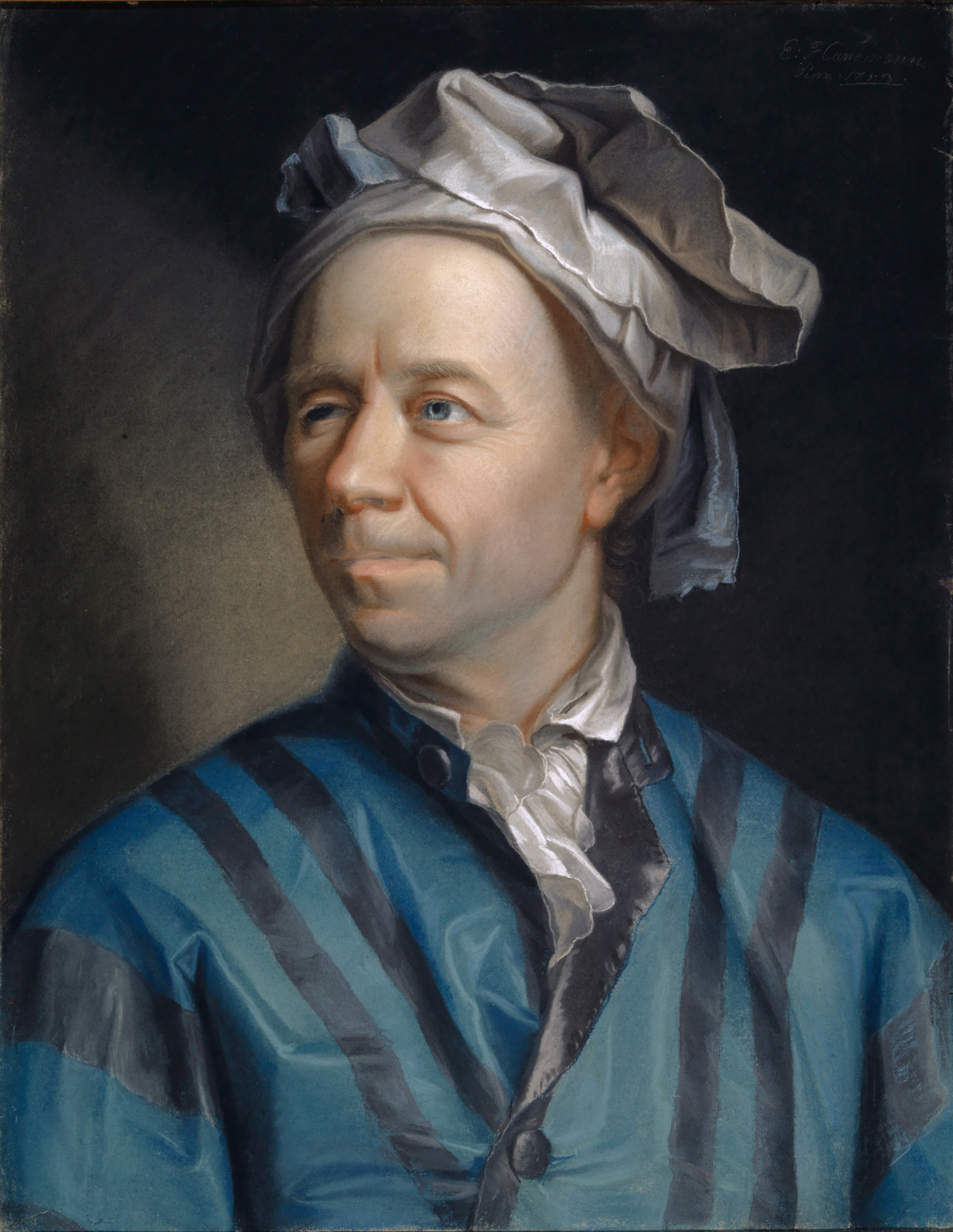
لئونارد اویلر

قضیه اویلر یا قضیه اولر: فرض کنید m عددی طبیعی و a عددی صحیح باشد و داشته باشیم ۱=(a،m). در این صورت:
{\displaystyle a^{\phi (m)}\equiv 1{\pmod {m}}}
که {\displaystyle {\phi (m)}\,} برابر تعداد اعداد کوچکتر از m است که نسبت به آن اول هستند (همان تعداد اعضاء دستگاه مخفف مانده ها)

## برهان
ابتدا باید دستگاه مخفف مانده ها را معرفی کنیم. فرض کنید m عددی طبیعی و A مجموعه‌ای از اعداد صحیح باشد. A را یک دستگاه مخفف مانده‌ها به پیمانه m می نامند به شرطی که تمام اعضای A نسبت به m اول باشند و هر عدد صحیح که نسبت به m اول است دقیقاً با یکی از اعضای A به پیمانه m همنهشت باشد.
حال فرض کنید {{\displaystyle r_{1},r_{2},...,r_{\phi (m)}\,}}دستگاه مخففی از مانده‌ها به پیمانه m باشد
چون ۱ = (a،m) پس مجموعهٔ
{{\displaystyle ar_{1},ar_{2},...,ar_{\phi (m)}\,}}
هم دستگاه مخفف مانده‌ها به پیمانه m است زیرا اگر i و j وجود داشته باشند که
{\displaystyle ar_{i}\equiv ar_{j}{\pmod {m}}}
چون ۱ = (a،m) داریم {\displaystyle r_{i}\equiv r_{j}{\pmod {m}}} که خلاف فرض است و ضمناً چون ۱=(m ،{\displaystyle r_{i}})و ۱ = (a، m) پس ۱=(m ،{\displaystyle ar_{i}}) بنابراین {{\displaystyle ar_{1},ar_{2},...,ar_{\phi (m)}\,}} هم دستگاه مخفف مانده‌ها به پیمانه m است.
بنابرین هر یک از اعداد {\displaystyle r_{1},r_{2},...,r_{\phi (m)}\,} دقیقاً با یکی از اعداد {\displaystyle ar_{1},ar_{2},...,ar_{\phi (m)\,}} همنهشت است پس
{\displaystyle {r_{1}}{r_{2}}{...}{r_{\phi (m)}\,}\equiv {ar_{1}}{ar_{2}}{ar_{\phi (m)}\,}{\pmod {m}}}
یعنی
{\displaystyle {r_{1}}{r_{2}}{...}{r_{\phi (m)}\,}\equiv {a^{\phi (m)}\,}{r_{1}}{r_{2}}{r_{\phi (m)}\,}{\pmod {m}}}
اما
۱=({\displaystyle r_{i},m})
بنابرین ۱=({\displaystyle {r_{1}}{r_{2}}{...}{r_{\phi (m)}\,},m}) در نتیجه می‌توانیم {\displaystyle r_{i}}ها را از دو طرف معادله ساده کنیم پس داریم
{\displaystyle a^{\phi (m)}\equiv 1{\pmod {m}}}
یکی از نتایج قضیه اویلر قضیه فرما است.